# Василлєвська (Красноборський район)
Василлєвська (рос. Васильевская) — присілок в Красноборському районі Архангельської області Російської Федерації.
Населення становить 9 осіб. Входить до складу муніципального утворення Бєлослудське сільське поселення.

## Історія
Від 2004 року входить до складу муніципального утворення Бєлослудське сільське поселення.

## Населення
| 2002 | 2010 |
| ---- | ---- |
| 3    | ↗9   |